# Fernando Faustino Muteka
Fernando Faustino Muteka foi ministro angolano dos Transportes de 1978 a 1984 e ministro angolano da Administração do Território de 1997 a 2004.